# Hernán Pereyra
Hernán Pereyra (Buenos Aires, Argentina; 21 de febrero de 1990) es un futbolista argentino. Juega como mediocampista, actualmente es jugador de Club Deportivo Español de la Primera B Metropolitana.

## Clubes
| Club                   | País      | Año           | PJ | Goles |
| ---------------------- | --------- | ------------- | -- | ----- |
| Banfield               | Argentina | 2009 - 2011   | 1  | 0     |
| Istres                 | Francia   | 2011          | 0  | 0     |
| C. D. Badajoz          | España    | 2011 - 2013   | 5  | 0     |
| Envigado FC            | Colombia  | 2014          | 10 | 0     |
| Andino Sport Club      | Argentina | 2014          | 9  | 0     |
| Deportivo Pasto        | Colombia  | 2015          | 5  | 0     |
| Santaní                | Paraguay  | 2015          | 0  | 0     |
| Club Atlético Acassuso | Argentina | 2016          | 7  | 0     |
| Club Deportivo Español | Argentina | 2016-presente | 2  | 0     |